# Polygala flavescens
Polygala flavescens är en jungfrulinsväxtart som beskrevs av Dc.. Polygala flavescens ingår i släktet jungfrulinssläktet, och familjen jungfrulinsväxter. Inga underarter finns listade i Catalogue of Life.